# Redline (película de 2007)
Redline (titulada: Competición mortal en España y Velocidad sin límites en Hispanoamérica) es una película estadounidense de acción y suspenso de 2007 dirigida por Andy Cheng y protagonizada por Nathan Phillips, Nadia Bjorlin, Eddie Griffin, Angus Macfadyen, Denyce Lawton y Tim Matheson. 
La trama de la película se centra en un ciclo de carreras callejeras, financiado por un grupo de multimillonarios que apuestan millones de dólares por sus autos superdeportivos de alta potencia. Fue escrito y producido por Daniel Sadek, quien también usó su propia colección de automóviles en la película. El título de la película fue tomado del título original de la película de 2001, The Fast and the Furious de Rob Cohen. 
Una falla crítica y financiera en la taquilla, la película es más notable por ser financiada por préstamos de alto riesgo, emitido por la compañía de Sadek, Quick Loan Funding, que cerró sus puertas a raíz de la crisis de las hipotecas de alto riesgo. Fue presentado en el especial House of Cards de CNBC como un ejemplo del exceso del mercado hipotecario previo a la crisis en los Estados Unidos.
Redline se lanzó en América del Norte el 13 de abril de 2007 y la MPAA le ha otorgado una calificación de PG-13.

## Argumento
Natasha Martin (Nadia Bjorlin) es una hermosa mecánica automotriz y aspirante a cantante que está invitada a unirse al productor musical Infamous (Eddie Griffin) a bordo de su jet privado en ruta a Las Vegas en agradecimiento por sus servicios en su Ford GT 2005. También es una conductora de autos de carrera altamente calificada, pero a veces la persiguen los recuerdos de la muerte de su padre en una carrera de NASCAR hace muchos años. Mientras tanto, en otro lado de la ciudad, Carlo (Nathan Phillips) acaba de regresar de una gira de servicio en Irak y se encuentra con su hermano Jason (Jesse Johnson) antes de dirigirse a Las Vegas. Jason es acorralado por unos corredores callejeros quienes intentan robarle su Ferrari F430 2005, pero Carlo interviene y logra quitarlos de encima, antes de que ambos logren escapar. Carlo no está contento de que Jason esté viviendo con su tío, el jefe de la mafia Michael D'Orazio (Angus Macfadyen), a quien siempre ve como la causa de la destrucción de su familia. No saben que Michael ha estado ejecutando un anillo de falsificación sin éxito y que debe millones de dólares a otro sindicato dirigido por el "Padrino" (David Dayan Fisher).
En las afueras de Las Vegas, se lleva a cabo un evento de carreras de alto riesgo, con Michael, Infamous, el productor de Hollywood Jerry Brecken (Tim Matheson) y el empresario chino Marcus Cheng (Michael Hagiwara) haciendo sus apuestas sobre quién tiene el mejor auto. Cuando el conductor de Infamous finge una lesión en el tobillo, Natasha se convierte en conductora de Infamous a cambio de $ 300.000 y un contrato de grabación. Sin embargo, ella no sabe que Infamous tiene que ponerla en su apuesta, ya que Michael, que ha estado obsesionado con ella desde que vio a su banda actuar en el escenario anteriormente, ha puesto en juego cuatro barras de platino. Al mismo tiempo, Brecken apuesta su nuevo Ferrari Enzo 2004 en Natasha.
El Enzo de Brecken y el Porsche Carrera GT 2006 de Cheng compiten y Brecken logra ganar la carrera fácilmente. Después, Natasha (conduciendo un Mercedes-Benz SLR McLaren 2003) se enfrenta a Jason (conduciendo un Lamborghini Diablo VT 1993) y, a medida que se acercan a la línea de meta, Natasha se encuentra varias distancias por delante de Jason, pero él pasa rápidamente por ella al activar el sistema de óxido nitroso a bordo. Desafortunadamente, debido a la velocidad excesiva, el Diablo pierde carga aerodinámica, vuela del suelo y voltea en el aire antes de estrellarse boca abajo en la línea de meta. Intentando evitar la caída del Diablo, Natasha se estrella contra una barrera y queda inconsciente. Antes de que Carlo pueda alcanzar a Jason para rescatarlo, el Diablo estalla en llamas, matando a su hermano al instante. Los secuaces de Michael, vestidos como paramédicos, colocan a Natasha en una ambulancia y se alejan rápidamente.
Natasha se despierta en la mansión de Michael, dándose cuenta de que ahora es de su propiedad. Mientras tanto, Carlo se encuentra con un viejo amigo militar y recoge algunas municiones y equipo antes de montar un Ducati 999 con la intención de matar a Michael. Después de entrar en la mansión de Michael, Carlo y Natasha se topan, luchan contra los guardias y secuaces de Michael y logran abandonar el complejo. Esto hace llevar a Michael a que sus secuaces llegaran a golpear a la banda de música de Natasha y secuestrar a su madre, obligándola a convencer de conducir por él en la próxima carrera en Red Rock Canyon en Nevada. Mientras tanto, después de recibir un ultimátum del Padrino para pagarle $80.000.000 después de un intento fallido de darle billetes falsos, Michael recauda sus fondos para la próxima carrera pidiendo prestado dinero de los bancos usando su mansión como garantía. Mientras tanto, Carlo se topa con la ubicación del lugar donde la madre de Natasha se encuentra secuestrada, él logra vencerlos antes de que la madre de Natasha tomara la pistola FN Browning Hi-Power disparando en el aire.
En la carrera final, Michael, Brecken, Infamous y Cheng hacen sus apuestas por una cartera combinada de $100.000.000 para competir. Infamous y Cheng son eliminados de la carrera después de que sus autos (el SLR McLaren y el Carrera GT, respectivamente) están involucrados en choques separados. Durante la carrera, Natasha (conduciendo el Enzo de Michael) recibe una llamada telefónica de Carlo, notificándole que ha logrado rescatar a su madre. Si bien está varias distancias por delante del Saleen S7 Twin Turbo 2004 de Brecken, detiene el Enzo a una pulgada de la línea de meta y le da la victoria al S7 Twin Turbo, insultando y costando a Michael la carrera.
Sin dinero restante, Michael recibe un último viaje de los secuaces del Padrino, este notificándole que sus hijos vendrán por él. Como una forma de agradecer a Natasha por darle la victoria a su conductor, Brecken le da un contrato de grabación (que en breve le da un disco de oro y la lleva a la portada de la revista Variety), un Enzo y un Koenigsegg CCX 2006. La película termina con Natasha en el Koenigsegg y Carlo en el Enzo compitiendo entre ellos antes de ser perseguidos por la policía en la autopista.

## Reparto
| Actor              | Personaje        |
| ------------------ | ---------------- |
| Nathan Phillips    | Carlo            |
| Nadia Bjorlin      | Natasha Martin   |
| Jesse Johnson      | Jason            |
| Angus Macfadyen    | Michael D'Orazio |
| Tim Matheson       | Jerry Brecken    |
| Eddie Griffin      | Infamous         |
| Denyce Lawton      | Mianda           |
| Kevin Levrone      | Sante            |
| Barbara Niven      | Sally Martin     |
| David Dayan Fisher | El Padrino       |
| Hal Ozsan          | Mike Z           |
| Todd Lowe          | Nick             |
| Neill Skylar       | Mary             |
| Marc Crumpton      | Trevor           |
| Faleolo Alailima   | Diggs            |
| Michael Hagiwara   | Marcus Cheng     |
| Christopher Backus | Tony Nefuse      |
| Mary Elise Hayden  | Liz Athens       |
| Amber Lancaster    | Angela           |
| Ernie Reyes Jr     | Ernie            |
| Joe Sagal          | Locutor de Elvis |

- Daniel Sadek hace un cameo como jugador de póker, junto a los jugadores profesionales Gus Hansen y David Williams.

## Automóviles
- 2005 Ferrari Enzo de Jerry Brecken, Ferrari Driver Car, Natasha Martin y Carlo.
- 2003 Mercedes-Benz SLR McLaren de Infamous y Natasha Martin.
- 1993 Lamborghini Diablo VT de Jason.
- 2006 Koenigsegg CCX de Natasha Martin.
- 2004 Saleen S7 Twin Turbo de Jerry Brecken y Saleen Driver Car.
- 2006 Porsche Carrera GT de Marcus Cheng y Porsche Driver Car.
- 2005 Ford GT de Natasha Martin y Ford Driver Car.
- 1966 Shelby Cobra de Shelby Driver Car.
- 2006 Chevrolet Corvette C6 Z06 de Chevrolet Driver Car.
- 2007 Maserati GranTurismo de Natasha Martin y Carlo.
- 2005 Lamborghini Murciélago Roadster de Jason y Carlo.
- 2002 Ferrari F430 Spyder de Michael D'Orazio y Jason.
- 2002 Nissan Silvia S15 Spec-V de Silvia Driver Car.

## Fondo
Daniel Sadek, un desertor de tercer grado del Líbano, emigró a los Estados Unidos, donde trabajó en estaciones de servicio y concesionarios de automóviles. Después de ver a muchos corredores de hipotecas comprar automóviles del concesionario Mercedes-Benz en el que trabajaba, Sadek ingresó al negocio inmobiliario y estableció la firma de préstamos de alto riesgo Quick Loan Funding en 2002. En 2007, Quick Loan Funding había aprobado US $ 4.000.000 en hipotecas de alto riesgo, con las ganancias netas de Sadek llegando a US $ 5.000.000 al mes. Utilizó sus ganancias para comprar varias casas en el sur de California y Las Vegas, construir su colección de superdeportivos caros y alimentar su insaciable apetito por los juegos de azar.
Durante este tiempo, Sadek estuvo comprometida con la actriz de telenovela Nadia Bjorlin. Utilizando su empresa de préstamos de alto riesgo como su fuente de financiación, produjo la película Redline para mostrar su colección de automóviles y ayudar a Bjorlin a salir de la escena de la telenovela.

## Incidente del Ferrari Enzo
En marzo de 2007, Eddie Griffin participó en una carrera benéfica en Irwindale Speedway para promocionar la película, utilizando un Ferrari Enzo, propiedad de Sadek. Durante una carrera de práctica, Griffin perdió el control del Enzo y se estrelló contra una barrera de hormigón. Se alejó ileso, pero el superdeportivo de $ 1.500.000 fue gravemente dañado. Griffin atacó a los periodistas que afirmaron que el accidente fue un truco publicitario.

## Taquilla y recepción
Redline fue tanto una bomba de taquilla como un fracaso crítico. La película se estrenó en el puesto número 11 en la taquilla de Estados Unidos, recaudando US $ 3,9 millones en 1.607 salas de cine en su primer fin de semana. El presupuesto de la película fue de US $ 26 millones y después de seis semanas en los cines, la película recaudó US $ 6,8 millones en América del Norte. Además, Cartoon Network demandó a Sadek por no pagar la tarifa de publicidad de $ 845.000.
La película no se proyectó para los críticos antes de su estreno, y las críticas después de su estreno fueron universalmente desfavorables. En el agregador de reseñas Rotten Tomatoes, el 0% de los críticos aprobó la película, basada en 27 reseñas, con un promedio ponderado de 2.04 / 10. El consenso es: " Redline tiene mucha mala actuación, diálogo ridículo y autos de lujo". En Metacritic, la película tuvo un puntaje promedio de 24 de 100, basado en 12 críticas. Jalopnik clasificó la película número uno en su lista de las 12 peores películas de autos de todos los tiempos.

## Lanzamiento
Redline fue lanzado en DVD por The Weinstein Company el 21 de agosto de 2007. Christopher Monfette de IGN le dio al DVD una calificación general de 5 sobre 10, citando que da "más de lo mismo; ninguno de los nuevos". Christopher Monfette de IGN le dio al DVD una calificación general de 5 sobre 10, citando que da "más de lo mismo; ninguno de los nuevos". La película también se ha lanzado en Blu-ray fuera de los Estados Unidos.

## Legado
En el especial House of Cards de CNBC, el choque de dos automóviles de US $ 500,000 por una sola escena se cita como un ejemplo directo del exceso del mercado de préstamos de alto riesgo antes del choque a mediados de la década de 2000. Quick Loan Funding se había derrumbado desde hace mucho tiempo después del lanzamiento de la película, y las ganancias esperadas de la película fueron muy prestadas. El fracaso de la película empeoró aún más la situación. Tras la desaparición de su empresa, Sadek perdió su fideicomiso y sus licencias de préstamo por cuestiones de que retiraba millones de sus cuentas corporativas para apostar en Las Vegas. Además de más de una docena de casos relacionados con la financiación de préstamos rápidos, Bellagio lo demandó yWells Fargo por deudas impagas y adelantos en efectivo repetidos en centros de juego de todo el mundo. Se declaró en bancarrota en 2009.
Vanity Fair colocó a Sadek en el número 86 en su "100 a la culpa" por la crisis económica, calificándolo de "Predator Zero en el juego de las hipotecas de alto riesgo".